# The Ghettos Tryin to Kill Me!
The Ghettos Tryin to Kill Me! è il terzo album del rapper statunitense Master P, pubblicato nel 1994. Nel 1997 il disco è ripubblicato dalla Priority Records e appare anche nel mercato canadese, distribuito dalla sezione nazionale della Virgin Music.
| Recensione | Giudizio |
| ---------- | -------- |
| AllMusic   | [ 1 ]    |

## Tracce
1. Intro – 0:12
2. Some of These Hoes Jack (featuring King George & Lil Ric) – 4:38
3. Late Night Creepin' (featuring Big Ed) – 4:25
4. Playa Haterz – 5:17
5. Somethin' Funky for the Street – 3:18
6. Commercial – 2:33
7. Any Thing Goes – 4:59
8. Study Being for a Gangsta (featuring King George) – 4:02
9. The Ghetto's Tryin' to Kill Me! (featuring Silkk the Shocker) – 4:37
10. Bastard Child – 4:55
11. Just an Everyday Thang (featuring C-Murder) – 5:08
12. Commercial Rev Intro – 1:24
13. Rev. Do Wrong (featuring TRU) – 3:37
14. Hands of Dead Man – 4:41
15. 211 (featuring Sonya C) – 4:03
16. No Limit Party – 7:10

## Classifiche
| Classifica (1997) | Posizione massima |
| ----------------- | ----------------- |
| US Catalog Albums | 1                 |